# Comoé (tỉnh)
Comoé là một trong 45 tỉnh của Burkina Faso, tọa lạc ở vùng Cascades. Tỉnh lỵ là Banfora. Dân số tỉnh Comoé năm 2006 là 400.534 người.
Comoé được chia thành 9 tổng:
| Tổng                    | Thủ phủ          | Dân số (Điều tra năm 2006) |
| ----------------------- | ---------------- | -------------------------- |
| Banfora (tổng)          | Banfora          | 106.815                    |
| Bérégadougou (tổng)     | Bérégadougou     | 11.755                     |
| Mangodara (tổng)        | Mangodara        | 49.746                     |
| Moussodougou (tổng)     | Moussodougou     | 10.444                     |
| Niangoloko (tổng)       | Niangoloko       | 51.345                     |
| Ouo (tổng)              | Ouo              | 23, 450                    |
| Sidéradougou (tổng)     | Sidéradougou     | 76.540                     |
| Soubakaniédougou (tổng) | Soubakaniédougou | 27.945                     |
| Tiéfora (tổng)          | Tiéfora          | 42.494                     |